# Léogâne
Léogâne, in creolo haitiano Leyogàn, è un comune di Haiti, capoluogo dell'arrondissement omonimo nel dipartimento dell'Ovest.